# Mariental (Nedersaksen)
Mariental is een gemeente in de Duitse deelstaat Nedersaksen. De gemeente maakt deel uit van de Samtgemeinde Grasleben in het Landkreis Helmstedt. Mariental telt 905 inwoners.
Mariental bestaat uit de beide dorpen Mariental-Horst en Mariental-Dorf, waar ook het oude klooster staat.
De gemeente ligt bij het 140-180 m hoge, heuvel- en bosgebied Lappwald en grenst in het zuidwesten aan de stad Helmstedt. Ze ligt aan de Autobahn A 2 en de Bundesstraße 244.
Cultuurhistorisch belangrijk is het in 1138 voor monniken van de cisterciënzers gestichte klooster, waar de gemeente naar genoemd is. Na de Reformatie in de 16e eeuw diende het klooster als opleidingsschool voor jongens, die theologie moesten gaan studeren aan de evangelisch-lutherse universiteit van Helmstedt (1576-1810), en hoogleraren theologie aan deze Academia Julia fungeerden als abt van dit convent. De kloosterkerk fungeert thans als evangelisch-lutherse dorpskerk van Mariental.
Van 1937 tot 1940 lag er in Mariental een door de nazi's van Hitlers Derde Rijk aangelegde Fliegerhorst, een militair vliegveld van de Luftwaffe. Van 1940-1945 was dit vooral voor militaire scholing en training in gebruik. Na de Tweede Wereldoorlog werd dit een vluchtelingenkamp voor displaced persons en uit o.a. Silezië en Oost-Pruisen verdreven Duitsers (Heimatvertriebene), daarna een opvangkamp voor Duitsers, die het communistische regime van de naburige DDR (1949-1990) waren ontvlucht. In 1960 werd de voormalige kazerne van de vliegbasis omgebouwd tot een woonwijk. De start- en landingsbanen werden tot akkerland voor naburige boeren omgeploegd.

## Economie
De belangrijkste werkgeefster van het dorp is Meisterbäckerei Steinecke, een in 1945 opgerichte bakkerijen-keten van vooral brood. Het hoofdkantoor en één van de drie broodfabrieken van de onderneming staan sinds 1959 in Mariental-Horst. De onderneming verkoopt haar producten in circa 500 bakkerswinkels, verspreid over geheel Duitsland.

## Afbeeldingen

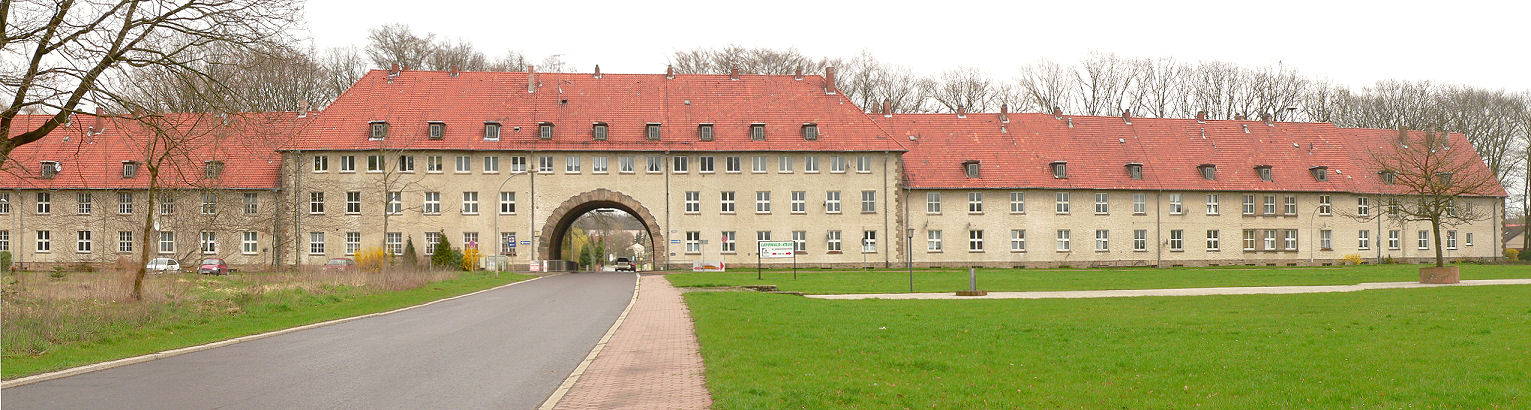
Voormalige gebouwen van de Fliegerhorst Mariental-Horst (1)
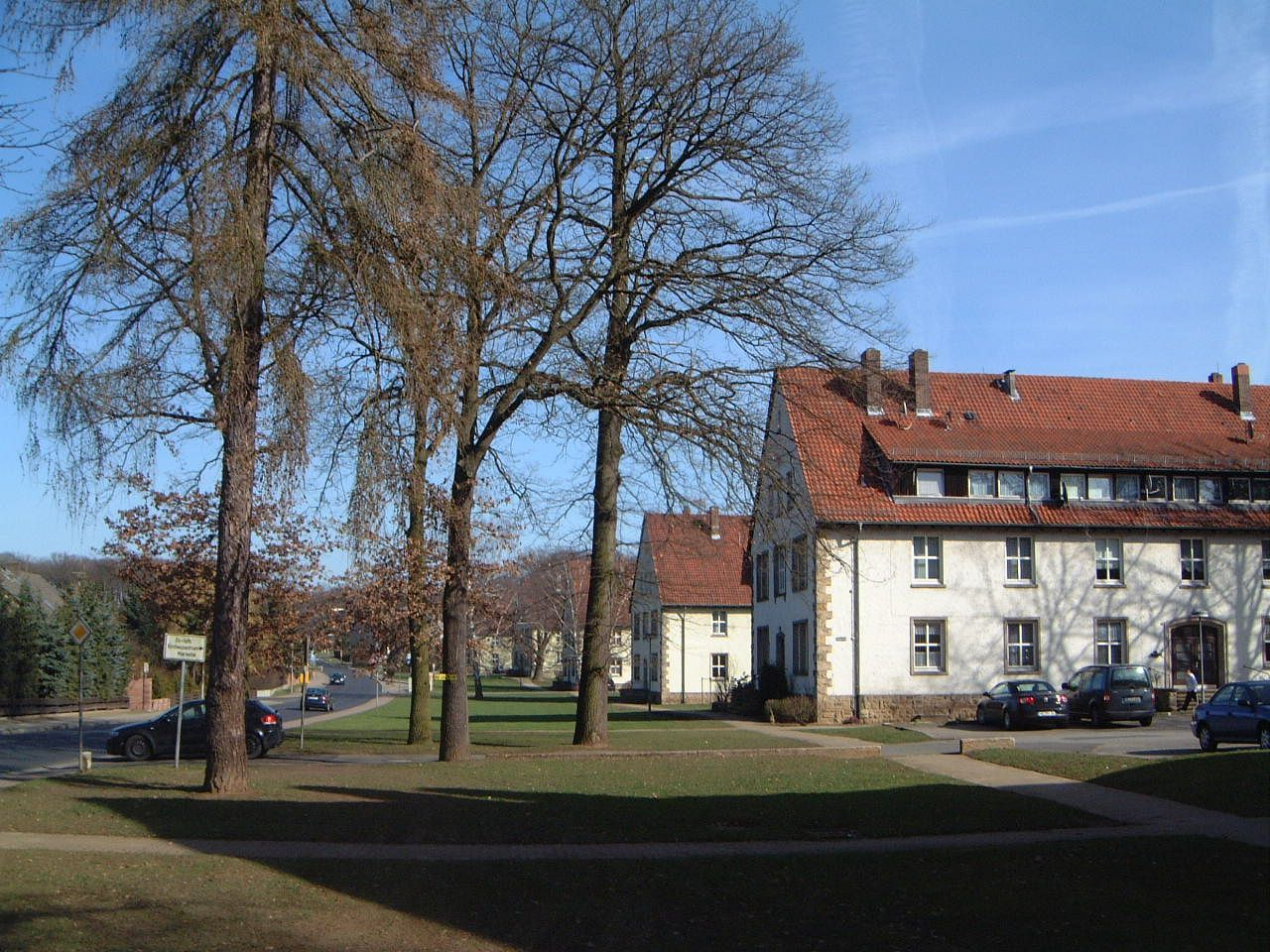
Voormalige gebouwen van de Fliegerhorst Mariental-Horst (2)
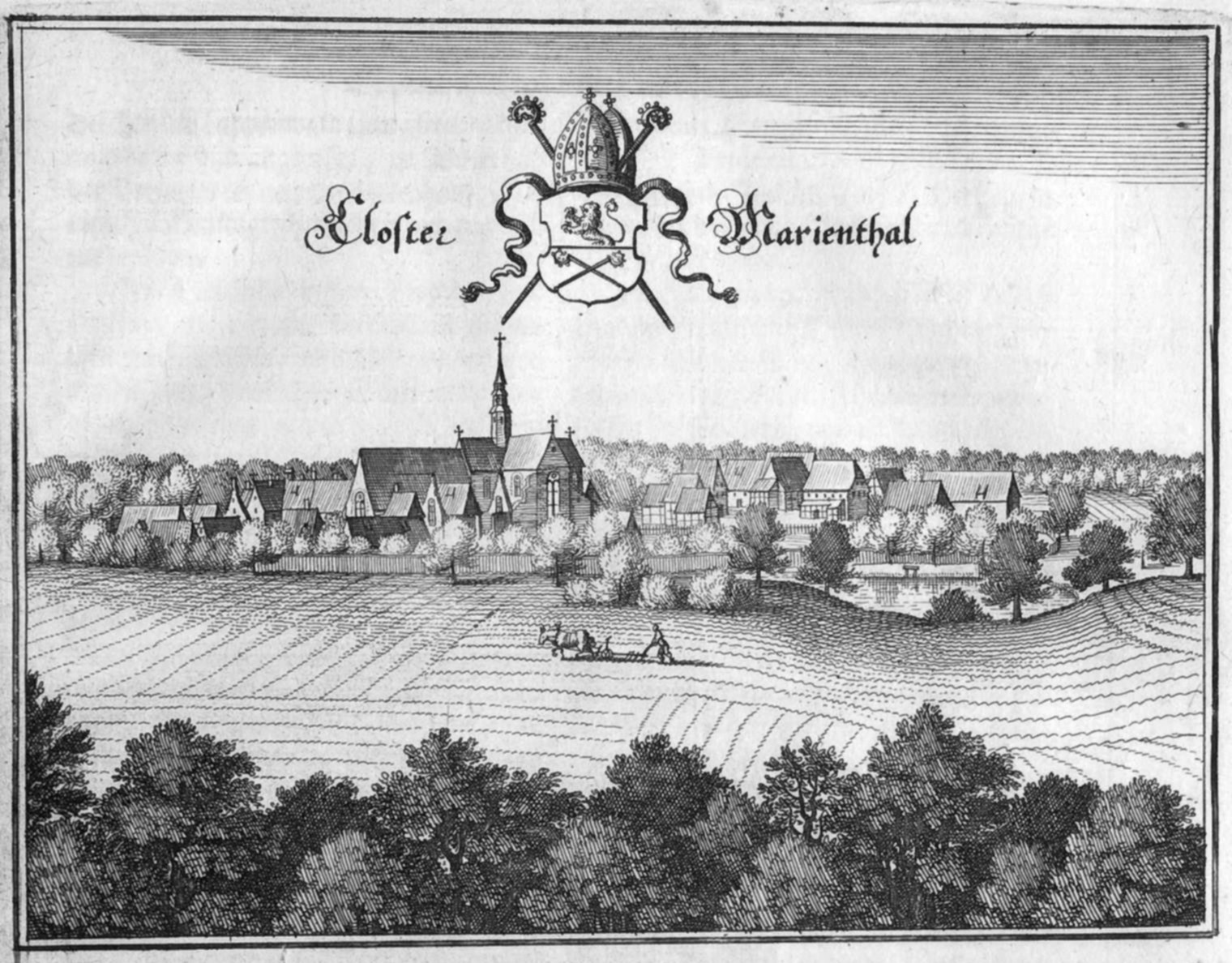
Mariental, Merian-prent, circa 1654
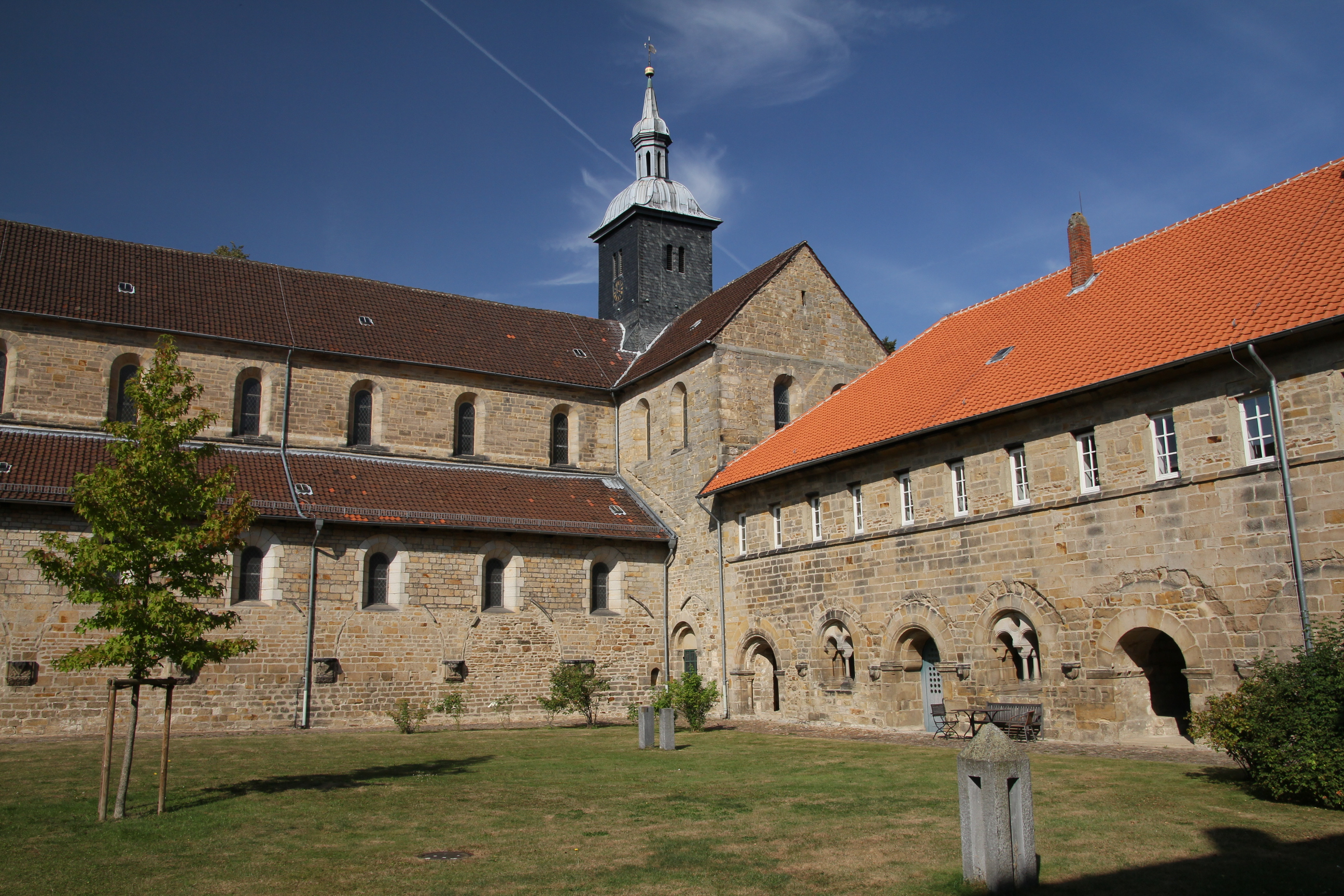
Klooster Mariental
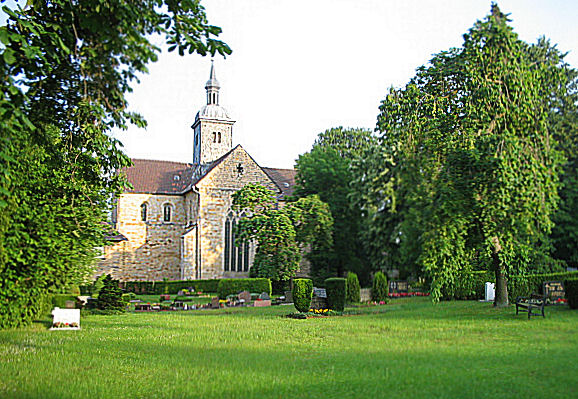
Kloosterkerk
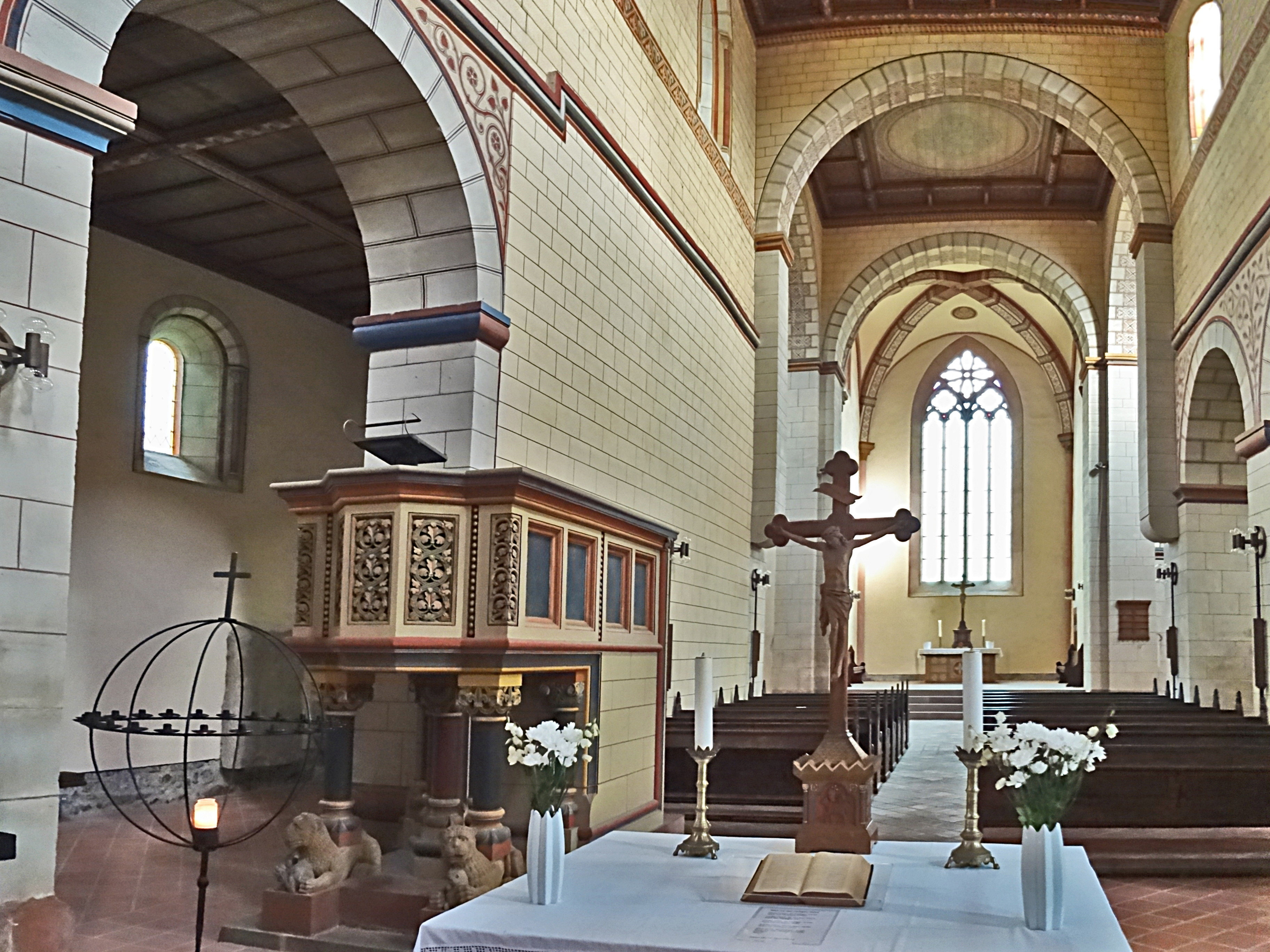
Interieur kloosterkerk
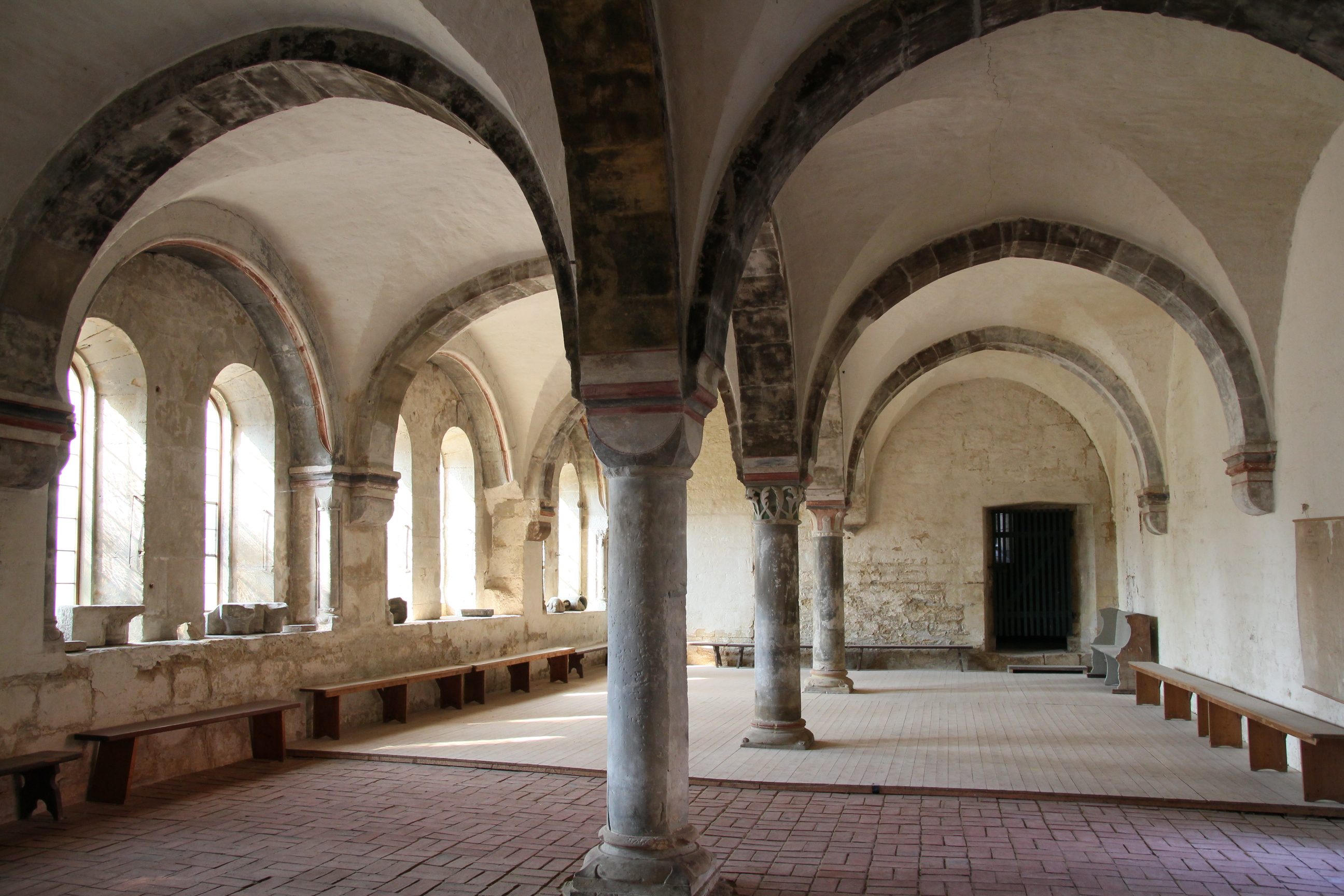
Voormalige refter voor lekenbroeders in dit klooster

## Gemeentevrije zone Mariental

Ligging gemeentevrije zone Mariental
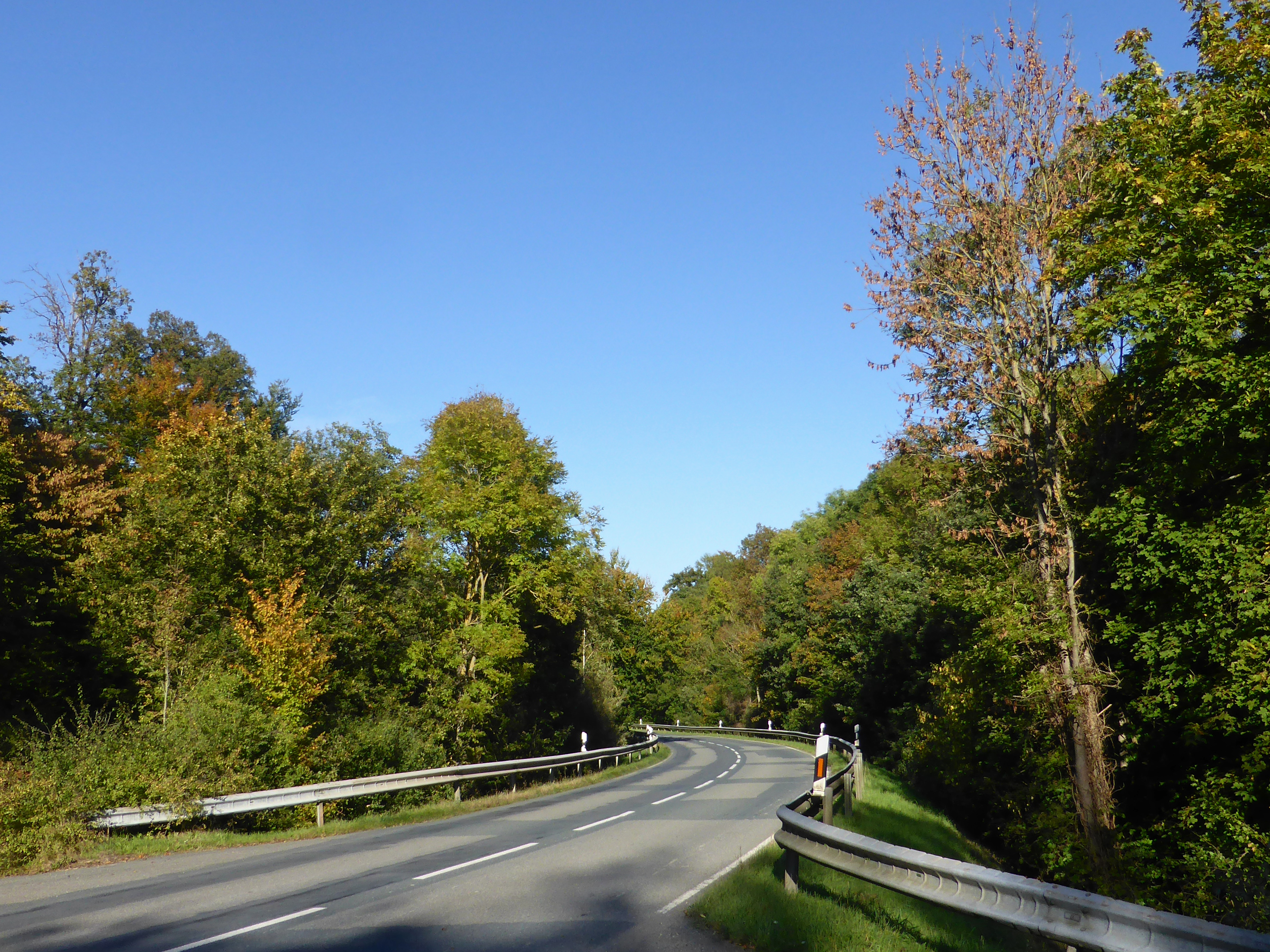
Boslandschap in de gemeentevrije zone Mariental

Mariental wordt grotendeels omringd door een gemeentevrij gebied, dat eveneens Mariental heet. 
Deze Gemeindefreie Zone Mariental is 1.581 hectare groot, en heeft het gemeentenummer (Amtlicher Gemeindeschlüssel) 03 1 54 504. Het gebied bestaat vrijwel geheel uit bos en is onbewoond.
- Gemeinsame Normdatei: 4199055-9
- Nationale Bibliotheek van Tsjechië: ge1137277
- Virtual International Authority File: 30144928664954441203

Bahrdorf · 
Beierstedt · 
Büddenstedt · 
Danndorf · 
Frellstedt · 
Gevensleben · 
Grafhorst · 
Grasleben · 
Groß Twülpstedt · 
Helmstedt · 
Ingeleben · 
Jerxheim · 
Königslutter am Elm · 
Lehre · 
Mariental · 
Querenhorst · 
Räbke · 
Rennau · 
Schöningen · 
Söllingen · 
Süpplingen · 
Süpplingenburg · 
Twieflingen · 
Velpke · 
Warberg · 
Wolsdorf